# Pianura

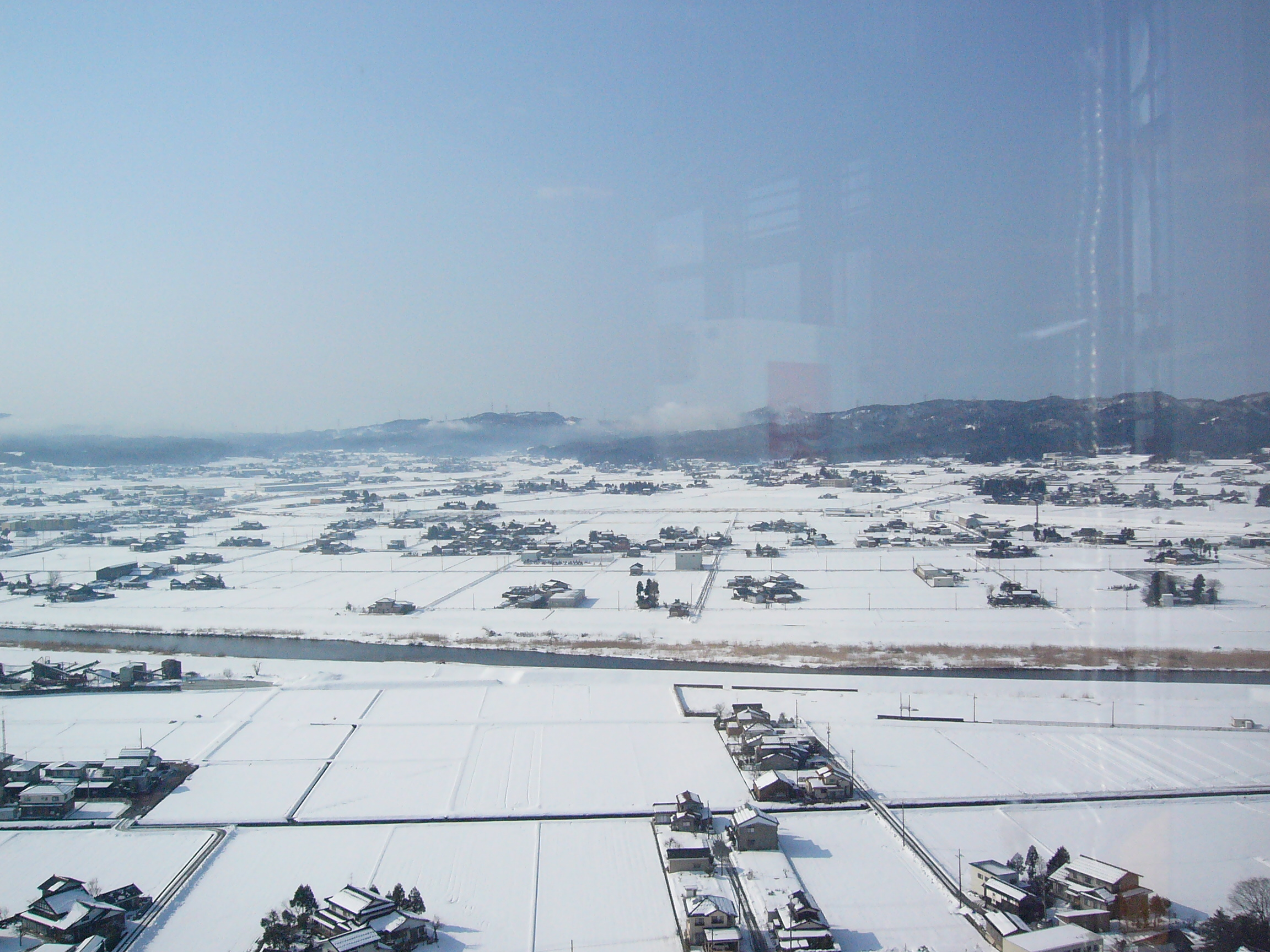
Una pianura giapponese durante l'inverno

In geografia, la pianura è un'ampia area piana formata da terra collocata ad un'altitudine piuttosto bassa caratterizzata da rilievi relativamente bassi e poco accentuati.  Solitamente viene formata dai depositi alluvionali dei fiumi, nel corso di un lungo periodo di tempo. La pianura può essere più adatta degli altopiani, delle colline o delle montagne a specifiche colture agricole, specie quando vi è abbondanza di acqua. Storicamente le pianure sono inoltre state tra le prime aree dove si è diffusa la meccanizzazione agraria.

## Tipologia
Esistono vari tipi di pianure.

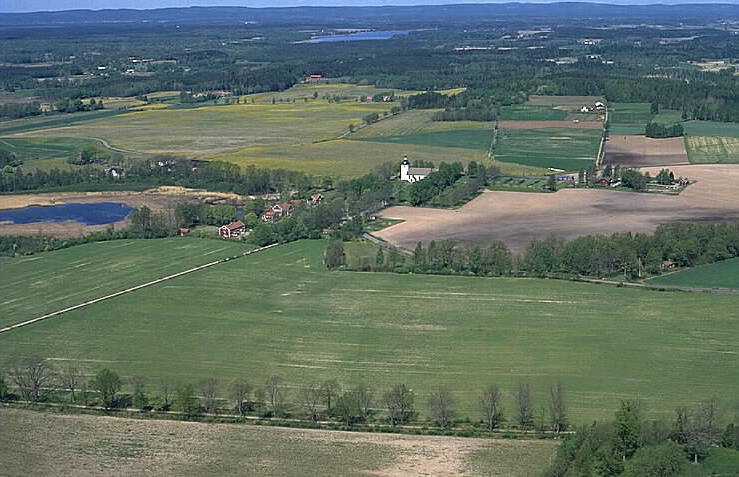
La pianura svedese a Viby (comune di Hallsberg)

in base ai processi geologici che le hanno originate possono distinguersi:
- Pianure alluvionali, cioè formate da detriti portati dai fiumi, laghi e dai mari
- Pianure di sollevamento, derivanti dal sollevamento ed emersione di un fondale marino
- Pianure tettoniche, sono le pianure formate si a seguito dell'abbassamento della crosta terrestre
- Pianure vulcaniche, che si sono formate per deposito della materia eruttata dai vulcani come lava e lapilli.

In base alle caratteristiche geografiche si può parlare invece di:
- pianura interna, se collocata all'interno di una massa continentale, in genere a rilevante distanza dalla costa,
- pianura periferica, se collocata invece alla periferia di una massa continentale, il che in genere coincide con una  pianura costiera,
- pianura ondulata, se presenta lievi ondulazioni,
- pianura a pendio, con una debole inclinazione, che se converge verso una zona centrale si dice pianura concava.

Le aree di pianura oltre che per le caratteristiche morfologiche vengono a volte definite anche in base a soglie altimetriche, consentendo così di distinguerle dagli altipiani. Per esempio in Italia le zone considerate ufficialmente come pianura hanno una altitudine non superiore ai 200 m s.l.m..